# Javier Aramendia
Francisco Javier Aramendia Llorente (Funes, 5 dicembre 1986) è un ex ciclista su strada spagnolo, professionista dal 2007 al 2016.

## Carriera
Passa professionista nel 2007 con il team Orbea-Oreka SDA; l'anno successivo approda all'Euskaltel-Euskadi, mentre nel 2012 si trasferisce alla Caja Rural, formazione Professional Continental. Buon gregario, non consegue successi da professionista, pur aggiudicandosi il premio della Combattività alla Vuelta a España 2013.
Si ritira dall'attività a fine 2016 a causa di problemi di circolazione alla gamba sinistra. Rimane comunque nel ciclismo come massaggiatore del team Caja Rural-Seguros RGA, debuttando nel giugno 2017.

## Palmarès
- 2006 (Dilettanti Under-23)

2ª tappa Vuelta a Vizcaya

### Altri successi
- 2013 (Caja Rural, una vittoria)

Premio della Combattività Vuelta a España

## Piazzamenti

### Grandi Giri
- Giro d'Italia

2011: 115º
- Vuelta a España

2012: 170º
2013: 118º
2014: 98º